# Ionaspis odora
Ionaspis odora är en lavart som först beskrevs av Erik Acharius, och fick sitt nu gällande namn av Stein. Ionaspis odora ingår i släktet Ionaspis och familjen Hymeneliaceae.  Arten är reproducerande i Sverige. Inga underarter finns listade i Catalogue of Life.